# Kantatie 65
Pour les articles homonymes, voir Route 65.
La route principale 65 (en finnois : Kantatie 65) est une route principale allant de Tampere à Virrat en Finlande.

## Description
La route principale 65 est une voie de l'ouest du lac Näsijärvi allant de Tampere vers le nord en passant par Kuru.
La route principale 65 part de Lielahti à Tampere vers Ylöjärvi où elle longe la route 3 d'Helsinki à Vaasa.
À Ylöjärvi, la route 65 tourne vers le nord et se dirige vers Kuru. De Kuru, la route 65 continue à travers le village de Vaskivesi à l'ouest du centre de Virrat, où elle se termine à la route nationale 23, qui va de Pori à Virrat et par Jyväskylä jusqu'à Joensuu.

## Parcours
La route traverse les municipalités suivantes :
- Tampere
- Ylöjärvi
- Virrat